# Mellitinezuur
Mellitinezuur, ook bekend onder de namen grafietzuur en benzeenhexacarbonzuur, is een zuur dat ontdekt is in 1799 door Martin Heinrich Klaproth in het mineraal melliet (honingsteen) dat voornamelijk bestaat uit aluminiummellitaat. Het kristalliseert in fijne, zijdeachtige naalden, die oplosbaar zijn in water en ethanol.

## Synthese
Mellitinezuur kan verkregen worden door melliet met ammoniumcarbonaat te verwarmen. De overmaat {\displaystyle {\ce {(NH4)2CO3}}} wordt door het koken ontleed en ontsnapt als {\displaystyle {\ce {CO2}}} en {\displaystyle {\ce {NH3}}}. Na toevoegen van ammonia slaat aluminiumoxide neer dat afgefiltreerd wordt. Het filtraat wordt drooggedampt en het ammoniumzout van mellitinezuur wordt door herkristallisatie gezuiverd. Het ammoniumzout wordt vervolgens met lood(II)acetaat omgezet in het loodzout, dat neerslaat. Vervolgens wordt het loodzout ontleed met behulp van zwavelwaterstof.
Een alternatieve bereidig gaat uit van pure koolstof, grafiet of hexamethylbenzeen die door koude, basische kaliumpermanganaat of door heet geconcentreerd salpeterzuur geoxideerd wordt tot mellitinezuur.

## Reacties
Mellitinezuur is een zeer stabiele verbinding: chloor, geconcentreerd salpeterzuur en waterstofjodide rageren niet met het zuur. Het ontleed als het droog verwarmd wordt nin koolstofdioxide en pyromellitinezuur, {\displaystyle {\ce {C10H6O8}}}; destillatie vanaf kalk leidt ook tot ontleding, maar nu tot koolstofdioxide en benzeen. Met een overmaat fosforpentchloride wordt in een trage reactie het zuurchloride gevormd, dat ook in naalden kristalliseert en smelt bij 190 °C. Door ammoniummellitaat tot 150 à 160 °C te verwarmen, wordt onder het uitstoten van ammoniak, een mengsel van paramide (mellimide, het tris-imide van mellitinezuur, {\displaystyle {\ce {C6(CONHCO)3}}} ) en ammoniumeuchroaat gevormd. Het mengsel kan gescheiden worden omdat ammoniumeuchroaat oplosbaar is in water en paramide niet (noch in alcohol).
De grote stabiliteit van zouten van mellitinezuur en het feit dat ze het eindproduct vormen van de oxidatie van PAKs, die in het zonnestelsel aanwezig zijn, maken mellitaten tot een mogelijke organische component in de bodem van Mars..
IJzer- en kobalt-mellitaten (en zouten van andere benzeenpolycarbonzuren) hebben interessante magnetische eigenschappen.